# Budisava
Budisava (cyr. Будисава, węg. Budiszava) – wieś w Serbii, w Wojwodinie, w okręgu południowobackim, w mieście Nowy Sad. W 2011 roku liczyła 3656 mieszkańców.